# SpotPass
 (juillet 2016).
Si vous disposez d'ouvrages ou d'articles de référence ou si vous connaissez des sites web de qualité traitant du thème abordé ici, merci de compléter l'article en donnant les références utiles à sa vérifiabilité et en les liant à la section « Notes et références ».
Le SpotPass (à ne pas confondre avec le StreetPass) est une fonctionnalité sans-fil qui permet à la Nintendo 3DS et la Wii U de télécharger du contenu comme des jeux, vidéo ou mises à jour en arrière-plan, même en mode veille,.

## Historique
La fonctionnalité était anciennement connue sur la Wii en tant que WiiConnect24.
Elle a d'abord été introduite sur la Nintendo 3DS, puis plus tard sur la Wii U,.
Il semblerait que le service ait été interrompu sur certains logiciels depuis 2023, à la suite de la fermeture progressive des différents services liés aux serveurs Nintendo sur les consoles de la famille 3DS ainsi que la Wii U.
Le service s'est arrêté le 8 avril 2024, soit en même temps que le Nintendo Network.

## Fonctionnement
Elle peut être personnalisée pour s'adapter aux besoins de l'utilisateur.

## StreetPass
Le StreetPass est une fonctionnalité pour Nintendo 3DS qui permet au possesseurs d'une 3DS de jouer à des mini-jeux spéciaux si leur console détecte un autre joueur près d'eux grâce à l'application Place Mii Streetpass (Mii Plaza en anglais). Contrairement au SpotPass, le StreetPass peut toujours être utilisé.